# مارک دیمون اسپینوزا
مارک دیمون اسپینوزا (انگلیسی: Mark Damon Espinoza؛ زادهٔ ۲۴ ژوئن ۱۹۶۰) بازیگر اهل ایالات متحده آمریکا است.
از فیلم‌ها یا مجموعه‌های تلویزیونی که وی در آن‌ها نقش داشته‌است می‌توان به فراری، جسور و زیبا، متأهل… بچه‌دار، درمانگاه خصوصی، دکتر هاوس، جراحی پلاستیک، ان‌سی‌آی‌اس، غیب‌گو، کسل، روزهای زندگی ما، نیروهای ویژه، ذهن‌های جنایتکار، بورلی هیلز، ۹۰۲۱۰ و ۹-۱-۱ اشاره نمود.